# 以太网
以太网是一种计算机局域网技术。IEEE組織的IEEE 802.3标准制定了以太网的技术标准，它规定了包括物理层的连线、电子信号和介质访问控制的内容。以太网是目前应用最普遍的局域网技术，取代了其他局域网标准如令牌环、FDDI和ARCNET。
以太网的标准拓扑结构为总线型拓扑，但目前的快速以太网（100BASE-T、1000BASE-T标准）为了减少冲突，將能提高的网络速度和使用效率最大化，使用交换机（Switch hub）来进行网络连接和组织。如此一來，以太网的拓扑结构就成了星型；但在逻辑上，以太网仍然使用总线型拓扑和CSMA/CD（Carrier Sense Multiple Access/Collision Detection，即載波多重存取/碰撞偵測）的总线技术。

## 历史
以太网技术起源於施樂帕洛阿尔托研究中心的先锋技术项目。人们通常认为以太网发明于1973年，当年鲍勃·梅特卡夫（Bob Metcalfe）给他PARC的老板写了一篇有关以太网潜力的备忘录。但是梅特卡夫本人认为以太网是之后几年才出现的。在1976年，梅特卡夫和他的助手David Boggs发表了一篇名为以太网：區域计算机网络的分布式封包交换技术的文章。
1979年，梅特卡夫为了开发个人电脑和局域网离开了施乐（Xerox），成立了3Com公司。3Com对DEC、英特尔和施乐进行游说，希望与他们一起将以太网标准化、规范化。这个通用的以太网标准于1980年9月30日提出。当时业界有两个流行的非公用网络标准令牌环网和ARCNET，在以太网浪潮的冲击下他们很快萎缩并被取代。而在此过程中，3Com也成了一个国际化的大公司。
梅特卡夫曾经开玩笑说，Jerry Saltzer为3Com的成功作出了贡献。Saltzer在一篇与他人合著的很有影响力的论文中指出，在理论上令牌环网要比以太网优越。受到此结论的影响，很多电脑厂商或犹豫不决或决定不把以太网接口做为机器的标准配置，这样3Com才有机会从销售以太网网卡大赚。这种情况也导致了另一种说法“以太网不适合在理论中研究，只适合在实际中应用”。也许只是句玩笑话，但这说明了这样一个技术观点：通常情况下，网络中实际的数据流特性与人们在局域网普及之前的估计不同，而正是因为以太网简单的结构才使局域网得以普及。梅特卡夫和Saltzer曾经在麻省理工学院MAC项目（Project MAC）的同一层楼工作，当时他正在做自己的哈佛大学毕业论文，在此期间奠定了以太网技术的理论基础。

## 概述

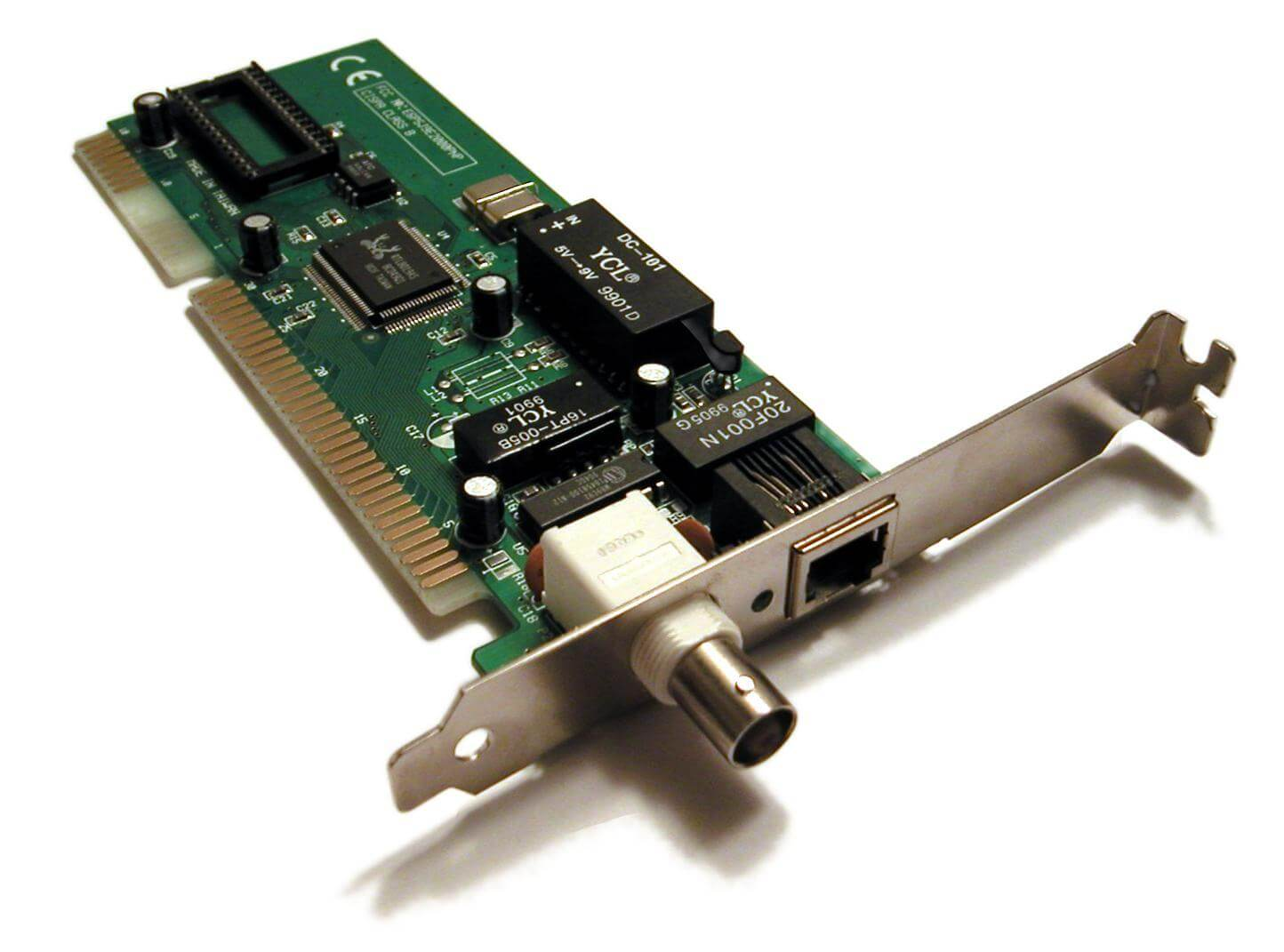
1990年代的以太网网卡或叫NIC（Network Interface Card，以太网适配器）。这张卡可以支持基于同轴电缆的10BASE2 (BNC连接器，左)和基于双绞线的10BASE-T（RJ-45，右）。

以太网實作了网络上无线电系统多个节点发送信息的想法，每个节点必须取得电缆或者信道才能传送信息，有时也叫作以太（Ether）。这个名字来源于19世纪的物理学家假设的电磁辐射媒体——光以太。 每一个节点有全球唯一的48位地址也就是制造商分配给网卡的MAC地址，以保证以太网上所有節點能互相鉴别。由于以太网十分普遍，许多制造商把以太网卡直接集成进计算机主板。
以太网通讯具有自相关性的特点，这对于电信通讯工程十分重要。

## CSMA/CD共享介质以太网
带冲突检测的载波侦听多路访问（CSMA/CD）技术规定了多台电脑共享一个通道的方法。这项技术最早出现在1960年代由夏威夷大学开发的ALOHAnet，它使用无线电波为载体。这个方法要比令牌环网或者主控制网简单。当某台电脑要发送信息时，在以下行動與狀態之間進行轉換：
1. 开始 - 如果线路空闲，则启动传输，否则跳转到第4步。
2. 发送 - 如果检测到冲突，继续发送数据直到达到最小回報时间（min echo receive interval）以確保所有其他转发器和终端检测到冲突，而後跳轉到第4步。
3. 成功传输 - 向更高层的网络协议报告发送成功，退出传输模式。
4. 線路繁忙 - 持續等待直到线路空闲。
5. 线路空闲 - 在尚未達到最大尝试次數之前，每隔一段随机时间转到第1步重新嘗試。
6. 超过最大尝试传输次数 - 向更高层的网络协议报告发送失败，退出传输模式。

就像在没有主持人的座谈会中，所有的参加者都透過一个共同的媒介（空气）来相互交谈。每个参加者在讲话前，都礼貌地等待别人把话讲完。如果两个客人同时开始讲话，那么他们都停下来，分别随机等待一段时间再开始讲话。这时，如果两个参加者等待的时间不同，冲突就不会出现。如果传输失败超过一次，将延遲指数增长时间後再次嘗試。延遲的时间通过截斷二進位指數後移（truncated binary exponential backoff）演算法来实现。
最初的以太网是采用同轴电缆来連接各个设备的。电脑透過一个叫做附加单元接口（Attachment Unit Interface，AUI）的收发器连接到电缆上。一條简单网路线对于一个小型网络来说很可靠，而对于大型网络来说，某处线路的故障或某个连接器的故障，都会造成以太网某个或多个网段的不稳定。
因为所有的通信信号都在共用线路上传输，即使信息只是想发给其中的一个终端（destination），卻會使用廣播的形式，發送給線路上的所有電腦。在正常情况下，网络接口卡会滤掉不是发送给自己的信息，接收到目标地址是自己的信息时才会向CPU发出中断请求，除非网卡处于混杂模式（Promiscuous mode）。这种“一个说，大家听”的特质是共享介质以太网在安全上的弱点，因为以太网上的一个节点可以选择是否监听线路上传输的所有信息。共享电缆也意味着共享带宽，所以在某些情况下以太网的速度可能会非常慢，比如电源故障之后，当所有的网络终端都重新启动时。

## 以太网中继器和集线器
在以太网技术的发展中，以太网集线器（Ethernet Hub）的出现使得网络更加可靠，接线更加方便。
因为信号的衰减和延时，根据不同的介质以太网段有距离限制。例如，10BASE5同轴电缆最长距离500米 （1,640英尺）。最大距离可以透過以太网中继器实现，中继器可以把电缆中的信号放大再传送到下一段。中继器最多连接5个网段，但是只能有4个设备（即一个网段最多可以接4个中继器）。这可以减轻因为电缆断裂造成的问题：当一段同轴电缆断开，所有这个段上的设备就无法通讯，中继器可以保证其他网段正常工作。
类似于其他的高速总线，以太网网段必须在两头以电阻器作为终端。对于同轴电缆，电缆两头的终端必须接上被称作“终端器”的50欧姆的电阻和散热器，如果不这么做，就会发生类似电缆断掉的情况：总线上的AC信号当到达终端时将被反射，而不能消散。被反射的信号将被认为是冲突，从而使通信无法继续。中继器可以将连在其上的两个网段进行电气隔离，增强和同步信号。大多数中继器都有被称作“自动隔离”的功能，可以把有太多冲突或是冲突持续时间太长的网段隔离开来，这样其他的网段不会受到损坏部分的影响。中继器在检测到冲突消失后可以恢复网段的连接。
随着应用的拓展，人们逐渐发现星型的网络拓扑结构最为有效，于是设备厂商们开始研制有多个端口的中继器。多端口中继器就是众所周知的集线器（Hub）。集线器可以连接到其他的集线器或者同轴网络。
第一个集线器被认为是“多端口收发器”或者叫做“fanouts”。最著名的例子是DEC的DELNI，它可以使许多台具有AUI连接器的主机共用一个收发器。集线器也导致了不使用同轴电缆的小型独立以太网网段的出现。
像DEC和SynOptics这样的网络设备制造商曾经出售过用于连接许多10BASE-2细同轴线网段的集线器。
非屏蔽双绞线（unshielded twisted-pair cables , UTP）最先应用在星型局域网中，之后也在10BASE-T中应用，最後取代了同轴电缆成为以太网的标准。这项改进之后，RJ45电话接口代替了AUI成为电脑和集线器的标准線路，非屏蔽3类双绞线/5类双绞线成为标准载体。集线器的应用使某条电缆或某个设备的故障不会影响到整个网络，提高了以太网的可靠性。双绞线以太网把每一个网段点对点地连起来，这样终端就可以做成一个标准的硬件，解决了以太网的终端问题。
采用集线器组网的以太网尽管在物理上是星型结构，但在逻辑上仍然是总线型的，半双工的通信方式采用CSMA/CD的冲突检测方法，集线器对于减少封包冲突的作用很小。每一个数据包都被发送到集线器的每一个端口，所以带宽和安全问题仍没有解决。集线器的总傳輸量受到单个连接速度的限制（10或100 Mbit/s），这还是考虑在前同步码、傳輸間隔、檔頭、檔尾和封裝上都是最小花費的情况。当网络负载过重时，冲突也常常会降低傳輸量。最坏的情况是，当许多用长电缆组成的主机传送很多非常短的帧(frame)时，可能因衝突過多導致网络的负载在仅50%左右程度就滿載。为了在冲突严重降低傳輸量之前尽量提高网络的负载，通常会先做一些设定以避免類似情況發生。

## 桥接和交换
尽管中继器在某些方面分隔了以太网网段，使得电缆断线的故障不会影响到整个网络，但它向所有的以太网设备转发所有的数据。这严重限制了同一个以太网网络上可以相互通信的机器数量。为了减轻这个问题，桥接方法被采用，在工作在物理层的中继器之基础上，桥接工作在数据链路层。透過橋接器时，只有格式完整的数据包才能从一个网段进入另一个网段；冲突和数据包错误则都被隔离。透過记录分析网络上设备的MAC地址，网桥可以判断它们都在什么位置，这样它就不会向非目标设备所在的网段传递数据包。像生成树协议这样的控制机制可以协调多个交换机共同工作。
早期的网桥要检测每一个数据包，因此當同时处理多个端口的时候，数据转发比Hub（中继器）來得慢。1989年网络公司Kalpana发明了EtherSwitch，第一台以太网交换机。以太网交换机把桥接功能用硬件实现，这样就能保证转发数据速率达到线速。
大多数现代以太网用以太网交换机代替Hub。尽管布线方式和Hub以太网相同，但交换式以太网比共享介质以太网有很多明显的优势，例如更大的带宽和更好的异常结果隔离设备。交换网络典型的使用星型拓扑，雖然设备在半双工模式下運作時仍是共享介质的多節点网，但10BASE-T和以后的标准皆為全双工以太网，不再是共享介质系统。
交换机啟動后，一開始也和Hub一樣，转发所有数据到所有端口。接下来，当它記錄了每个端口的地址以后，他就只把非广播数据发送给特定的目的端口。因此线速以太网交换可以在任何端口对之间实现，所有端口对之间的通讯互不干扰。
因为数据包一般只是发送到他的目的端口，所以交换式以太网上的流量要略微小于共享介质式以太网。然而，交换式以太网仍然是不安全的网络技术，因为它很容易因为ARP欺骗或者MAC满溢而瘫痪，同时网络管理员也可以利用监控功能抓取网络数据包。
当只有简单设备（除Hub之外的设备）連接交换机端口時，整个网络可能處於全双工模式。如果一个网段只有2个设备，那么冲突探测也不需要了，两个设备可以随时收发数据。這時总带宽是鏈路的2倍，雖然雙方的頻寬相同，但没有发生冲突就意味着几乎能利用到100%的带宽。
交换机端口和所连接的设备必须使用相同的双工设置。多数100BASE-TX和1000BASE-T设备支持自动协商特性，即这些设备透過信号来协调要使用的速率和双工设置。然而，如果自动协商功能被關閉或者设备不支持，则双工设置必须透過自动检测进行设置或在交换机端口和设备上都进行手工设置以避免双工错配——这是以太网问题的一种常见原因（设备被设置为半双工会报告迟发冲突，而设备被设为全双工则会报告runt）。许多較低層級的交换机没有手工进行速率和双工设置的能力，因此端口总是会尝试进行自动协商。当启用了自动协商但不成功时（例如其他设备不支持），自动协商会将端口设置为半双工。速率是可以自动感测的，因此将一个10BASE-T设备连接到一个启用了自动协商的10/100交换端口上时将可以成功地建立一个半双工的10BASE-T连接。但是将一个配置为全双工100Mb工作的设备连接到一个配置为自动协商的交换端口时（反之亦然）则会导致双工错配。
即使电缆两端都设置成自动速率和双工模式协商，错误猜测还是经常发生而退到10Mbps模式。因此，如果性能差于预期，应该查看一下是否有计算机设置成10Mbps模式了，如果已知另一端配置为100Mbit，则可以手动强制设置成正确模式。
当两个节点试图用超过电缆最高支持数据速率（例如在3类线上使用100Mbps或者3类/5类线使用1000Mbps）通信时就会发生问题。不像ADSL或者传统的拨号Modem透過详细的方法检测鏈路的最高支持数据速率，以太网节点只是简单的选择两端支持的最高速率而不管中间线路，因此如果速率过高就会导致鏈路失效。解决方案為强制通讯端降低到电缆支持的速率。

## 类型
除了以上提到的不同帧类型以外，各类以太网的差别仅在速率和配线。因此，同样的网络协议栈软件可以在大多数以太网上执行。
以下的章节简要综述了不同的正式以太网类型。除了这些正式的标准以外，许多厂商因为一些特殊的原因，例如为了支持更长距离的光纤传输，而制定了一些专用的标准。
很多以太网卡和交换设备都支持多速率，设备之间透過自动协商设置最佳的连接速度和双工方式。如果协商失败，多速率设备就会探测另一方使用的速率但是默认为半双工方式。10/100以太网端口支持10BASE-T和100BASE-TX。10/100/1000支持10BASE-T、100BASE-TX和1000BASE-T。
| 速度    | 常用名称                  | 非正式的IEEE标准名称 | 正式的IEEE标准名称 | 线缆类型 | 最大传输距离 |
| ------- | ------------------------- | -------------------- | ------------------ | -------- | ------------ |
| 10Mbps  | 以太网 十兆以太网         | 10BASE-T             | 802.3              | 双绞线   | 100m         |
| 100Mbps | 快速以太网 百兆以太网     | 100BASE-T            | 802.3u             | 双绞线   | 100m         |
| 1Gbps   | 吉比特以太网 千兆以太网   | 1000BASE-LX          | 802.3z             | 光纤     | 5000m        |
| 1Gbps   | 吉比特以太网 千兆以太网   | 1000BASE-T           | 802.3ab            | 双绞线   | 100m         |
| 10Gbps  | 10吉比特以太网 万兆以太网 | 10GBASE-T            | 802.3an            | 双绞线   | 100m         |

### 早期的以太网
- 施乐以太网（Xerox Ethernet，又稱「全錄乙太網」）──是乙太網的雛型。最初的2.94Mbit/s以太网僅在全錄公司裡內部使用。而在1982年，Xerox與DEC及Intel組成DIX聯盟，並共同發表了Ethernet Version 2（EV2）的規格，並將它投入商場市場，且被普遍使用。而EV2的網絡就是目前受IEEE承認的10BASE5。[2]
- 10BROAD36 ──已经过时。一个早期的支持长距离以太网的标准。它在同轴电缆上使用，以一种类似线缆调制解调器系统的宽带调制技术。
- 1BASE5 ──也稱為星型局域网，速率是1Mbit/s。在商业上很失败，但同時也是双绞线的第一次使用。

### 10Mbps乙太網

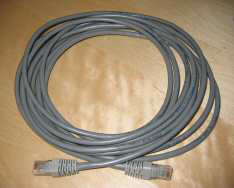
10BASE-T電纜

- 10BASE5（又稱粗纜（Thick Ethernet）或黃色電纜）──最早實現10 Mbit/s以太網。早期IEEE標準，使用單根RG-11同軸電纜，最大距離為500米，並最多可以連接100台電腦的收發器，而纜線兩端必須接上50歐姆的終端電阻。接收端透過所謂的「插入式分接頭」插入電纜的內芯和屏蔽層。在電纜終結處使用N型連接器。儘管由於早期的大量布設，到現在還有一些系統在使用，這一標準實際上被10BASE2取代。
- 10BASE2（又稱細纜（Thin Ethernet）或模擬網路）── 10BASE5後的產品，使用RG-58同軸電纜，最長轉輸距離約200米（實際為185米），僅能連接30台計算機，計算機使用T型適配器連接到帶有BNC連接器的網卡，而線路兩頭需要50歐姆的終結器。雖然在能力、規格上不及10BASE5，但是因為其線材較細、佈線方便、成本也便宜，所以得到更廣泛的使用，淘汰了10BASE5。由於雙絞線的普及，它也被各式的雙絞線網絡取代。
- StarLAN ──第一個雙絞線上實現的以太網路標準10 Mbit/s。後發展成10BASE-T。
- 10BASE-T ──使用3類雙絞線、4類雙絞線、5類雙絞線的4根線（兩對雙絞線）100米。以太網集線器或以太網交換機位於中間連接所有節點。
- FOIRL ──光纖中繼器鏈路。光纖以太網路原始版本。
- 10BASE-F ── 10Mbps以太網光纖標準通稱，2公里。只有10BASE-FL應用比較廣泛。
  - 10BASE-FL ── FOIRL標準一種升級。
  - 10BASE-FB ──用於連接多個Hub或者交換機的骨幹網技術，已廢棄。
  - 10BASE-FP ──無中繼被動星型網，沒有實際應用的案例。

### 100Mbps以太网（快速以太网）
快速以太网（Fast Ethernet）為IEEE在1995年發表的網路標準，能提供達100Mbps的傳輸速度。
- 100BASE-T—下面三个100 Mbit/s双绞线标准通称，最远100米。
  - 100BASE-TX—类似于星型结构的10BASE-T。使用2对电缆，但是需要5类电缆以达到100Mbit/s。
  - 100BASE-T4—使用3类电缆，使用所有4对线，半双工。由于5类线普及，已废弃。
  - 100BASE-T2—无产品。使用3类电缆。支持全双工使用2对线，功能等效100BASE-TX，但支持旧电缆。
- 100BASE-FX—使用多模光纤，最远支持400米，半双工连接 （保证冲突检测），2km全双工。
- 100VG AnyLAN—只有惠普支持，VG最早出现在市场上。需要4对三类电缆。也有人怀疑VG不是以太网。

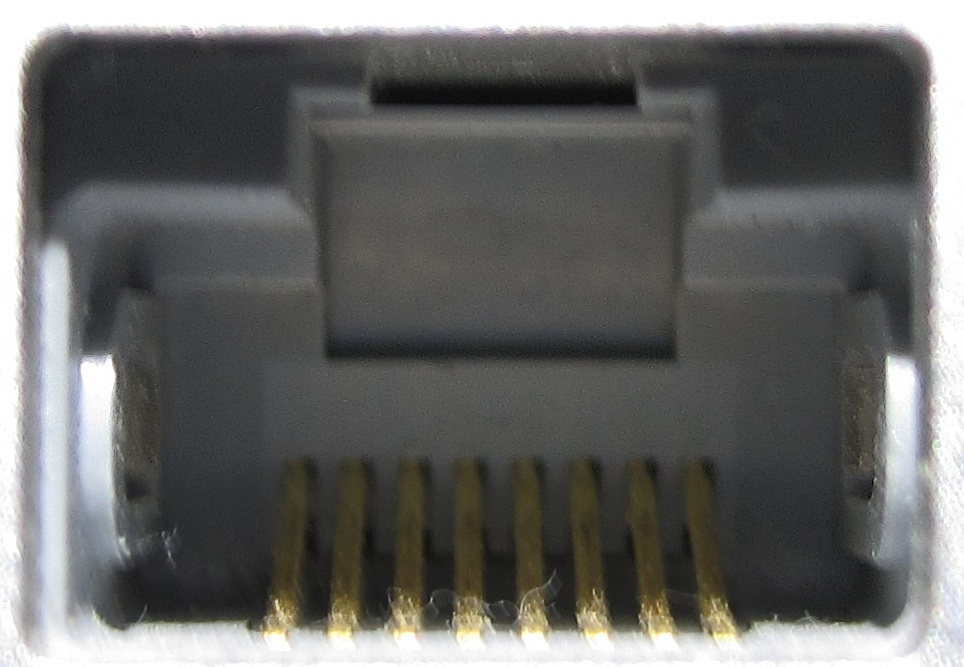
苹果的千兆以太网络接口

### 1Gbps以太网

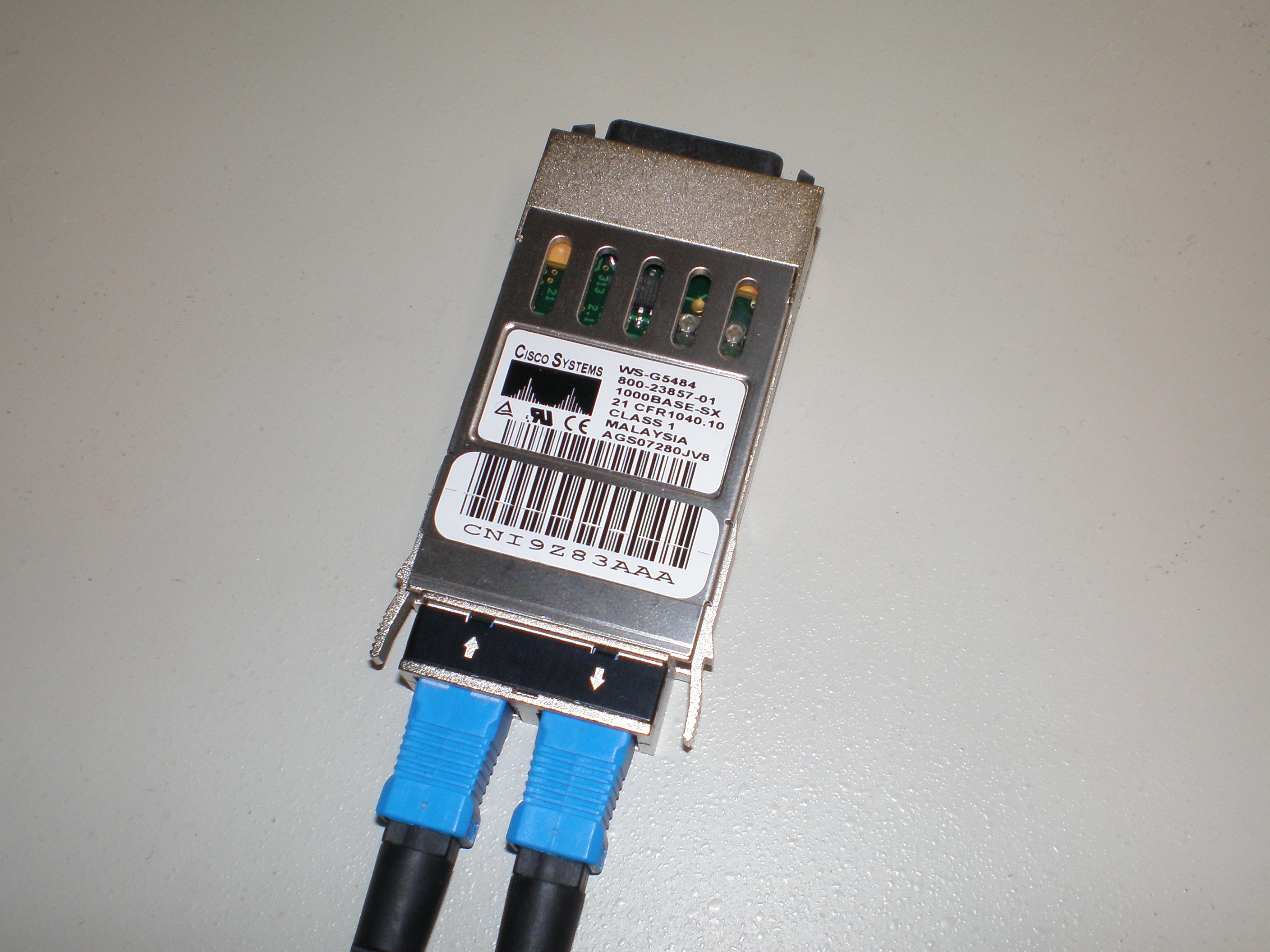
1000BASE-SX的光信號與電氣信號轉換器

- 1000BASE-T—1 Gbit/s介质超五类双绞线或6类双绞线。
- 1000BASE-SX—1 Gbit/s多模光纤（取決於頻率以及光纖半徑，使用多模光纖時最長距離在220M至550M之間）。[3]
- 1000BASE-LX—1 Gbit/s多模光纤（小於550M）、單模光纖（小於5000M）。[4]
- 1000BASE-LX10—1 Gbit/s单模光纤（小于10KM）。长距离方案
- 1000BASE-LHX—1 Gbit/s单模光纤（10KM至40KM）。长距离方案
- 1000BASE-ZX—1 Gbit/s单模光纤（40KM至70KM）。长距离方案
- 1000BASE-CX—铜缆上达到1Gbps的短距离（小于25 m）方案。早于1000BASE-T，已废弃。

### 10Gbps以太网
新的万兆以太网标准包含7种不同类型，分別适用于局域网、城域网和广域网。目前使用附加标准IEEE 802.3ae，将来会合并进IEEE 802.3标准。
- 10GBASE-CX4—短距离铜缆方案用于InfiniBand 4x连接器和CX4电缆，最大长度15米。
- 10GBASE-SR—用于短距离多模光纤，根据电缆类型能达到26-82米，使用新型2GHz多模光纤可以达到300米。
- 10GBASE-LX4—使用波分复用支持多模光纤240－300米，单模光纤超过10公里。
- 10GBASE-LR和10GBASE-ER—透過单模光纤分别支持10公里和40公里
- 10GBASE-SW、10GBASE-LW、10GBASE-EW。用于广域网PHY、OC-192 / STM-64 同步光纤网/SDH设备。物理层分别对应10GBASE-SR、10GBASE-LR和10GBASE-ER，因此使用相同光纤支持距离也一致。（无广域网PHY标准）
- 10GBASE-T—使用屏蔽或非屏蔽双绞线，使用CAT-6A类线至少支持100米传输。CAT-6类线也在较短的距离上支持10GBASE-T。

### 100Gbps以太网
新的40G/100G以太网标准在2010年中制定完成，包含若干种不同的节制类型。目前使用附加标准IEEE 802.3ba。
- 40GBASE-KR4—背板方案，最少距离1米。
- 40GBASE-CR4 / 100GBASE-CR10—短距离铜缆方案，最大长度大约7米。
- 40GBASE-SR4 / 100GBASE-SR10—用于短距离多模光纤，长度至少在100米以上。
- 40GBASE-LR4 / 100GBASE-LR10—使用单模光纤，距离超过10公里。
- 100GBASE-ER4—使用单模光纤，距离超过40公里。

## 参見
- 5类双绞线
- RJ45
- Power over Ethernet
- MII and PHY
- 网络唤醒
- 1G以太网
- 10G以太网
- 100G以太网
- 1000G以太网
- 虚拟局域网
- 生成树协议
- 通讯
- Internet
- 以太网帧格式